# 파키스탄 국제항공 8303편 추락 사고
파키스탄 국제항공 8303편(영어: Pakistan International Airlines flight 8303)은 2020년 5월 22일, 에어버스 A320은 모델 콜로니라는 이름의 카라치의 밀집 주택가에서 추락했다. 초기에는 탑승자 수가 불분명하지만 98명 또는 107명 이상의 승객과 8명의 승무원이 탑승하고 있는 것으로 추정되었다. 기내에 타고 있던 알려지지 않은 많은 사람들이 사망했고, 지상에 있던 25~30명이 부상을 입었다. 지상에서 발생된 사망자가 없는 대신 8명의 부상자가 발견되었던 것으로 보인다. 그래서 97명이 숨지고 10명이 다친 항공 사고이기도 하며, 외국인 탑승객은 유일하게 미국인 1명만 탑승한 것으로 전해졌다. 비행기 탑승자 중 생존자는 비행기에서 뛰어내린 단 2명뿐이다.

## 사고기 기체 정보
- 등록번호 : AP-BLD
- 기종 형태 : 에어버스 A320-214
- 도입 및 최초 비행시기 : 2004년(구. 중국동방항공)
- 탑승자 : 승객 91명(추정), 승무원 8명(추정) 약 99명

## 승객
| 국적     | 탑승객 | 승무원 | 소계 |
| -------- | ------ | ------ | ---- |
| 파키스탄 | 90     | 8      | 98   |
| 미국     | 1      | 0      | 1    |
| 합계     | 91     | 8      | 99   |

## 같이 보기
- 에어블루 202편 추락 사고